# Midiki
Midiki (Mideki, lokal: Osomoko oder Oso Moko) ist je nach Definition ein Dialekt oder Sprache der gleichnamigen Ethnie im Südosten von Osttimor. Zusammen mit Kairui, Waimaha und Naueti wird sie zur Sprache/Sprachgruppe Kawaimina zusammengefasst, die in Osttimor den Status einer Nationalsprache hat.

## Überblick

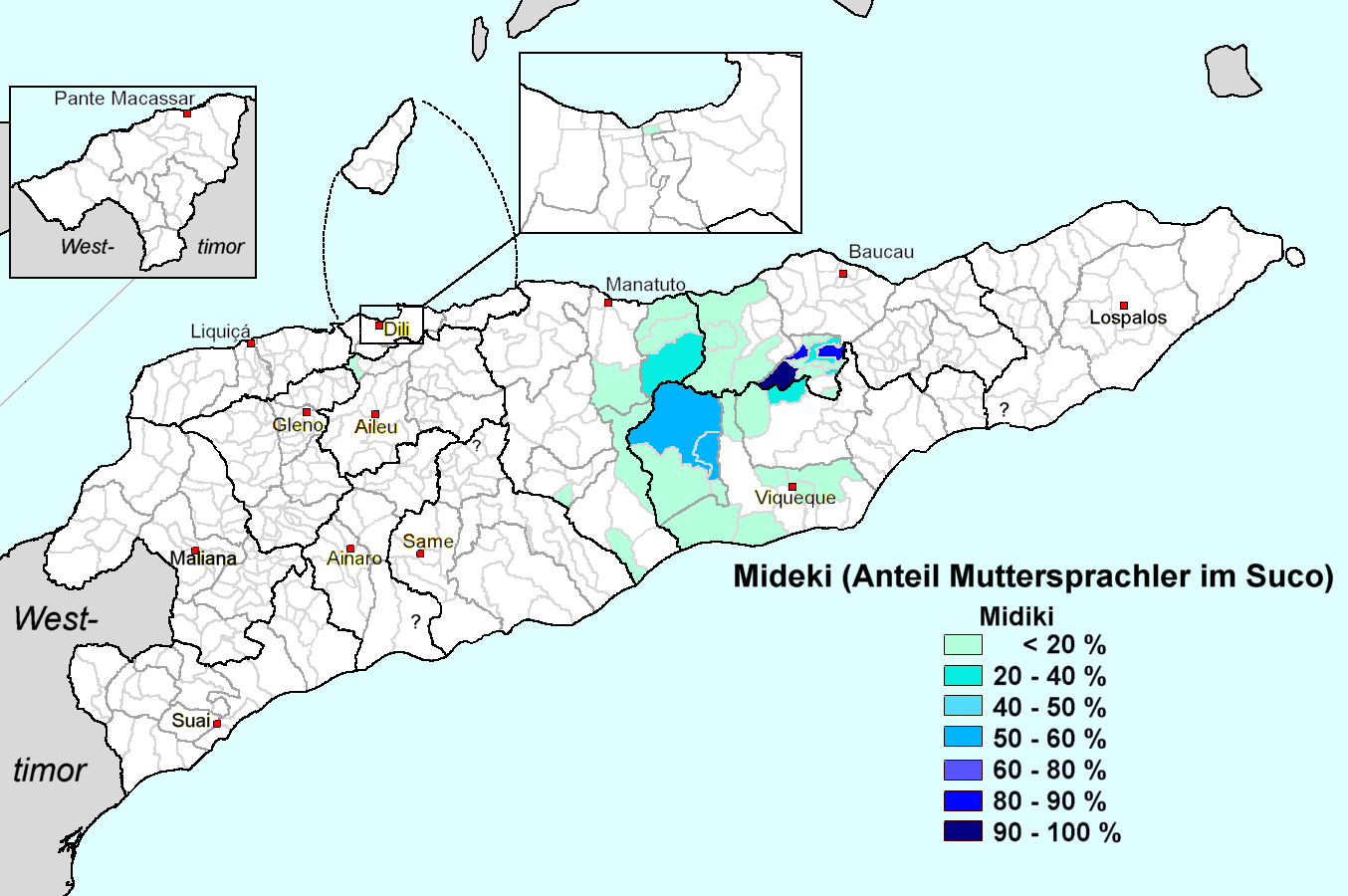
Anteil von Midiki-Muttersprachlern in den Sucos Osttimors (2010)

Die Kawaimina-Sprachen gehören zum Timorzweig der zentral-malayo-polynesischen Sprachen. Aufgrund ihrer Nachbarschaft zu den Papuasprachen, speziell zu Makasae, gibt es einige Anleihen. Die Sprachen fallen sowohl durch anarchische, als auch durch ungewöhnliche sprachliche Neuerungen, wie zum Beispiel Vokalharmonie, Aspiration und Post-Glottalization bei Konsonanten in ihrem Tonsystem. Die Grammatik ist im Allgemeinen in ihrer Struktur sehr einfach, wobei es auch hier beim Naueti Ausnahmen gibt.
Midiki spricht man in den Verwaltungsämtern Lacluta und Venilale und im  Suco Liaruca. Einige Midiki-Sprecher nahe Ossu in der Gemeinde Viqueque nennen ihre Sprache Osomoko. In einigen Gebieten werden Midiki und Kairui abwechselnd gesprochen. Bei der Volkszählung 2015 gaben 14.616 Osttimoresen Midiki als ihre Muttersprache an (8.554 aus der Gemeinde Baucau, 383 aus Dili, 1.044 aus Manatuto und 4.527 aus Viqueque). Bei Zählungen ist eine Unterscheidung zwischen Muttersprachlern von Kairui und Midiki schwierig, da sie sich teilweise selbst als Waimaha-Sprecher bezeichnen.
Ethnologue ordnet Osomoko als Dialekt zum Naueti und fasst Midiki und Kairui als eine Sprache zusammen.

## Sprachbeispiele
| Die Zahlen in Midiki |         |
| Zahl                 | Midiki  |
| 1                    | se      |
| 2                    | kairuo  |
| 3                    | kaitelu |
| 4                    | kaihaa  |
| 5                    | kailime |
| 6                    | kainee  |
| 7                    | kaihitu |
| 8                    | kaikaha |
| 9                    | kaisiwe |
| 10                   | basé    |